# Ischaemum pappinisseriense
Ischaemum pappinisseriense là một loài thực vật có hoa trong họ Hòa thảo. Loài này được Ravi, N.Mohanan & R.Rajesh mô tả khoa học đầu tiên năm 1998.